# (1611) Beyer
(1611) Beyer es un asteroide que forma parte del cinturón de asteroides y fue descubierto por Karl Wilhelm Reinmuth desde el observatorio de Heidelberg-Königstuhl, Alemania, el 17 de febrero de 1950.

## Designación y nombre
Beyer recibió al principio la designación de 1950 DJ.
Más adelante se nombró en honor del astrónomo alemán Max Beyer (1894-1982).

## Características orbitales
Beyer está situado a una distancia media de 3,175 ua del Sol, pudiendo alejarse hasta 3,685 ua y acercarse hasta 2,666 ua. Su excentricidad es 0,1604 y la inclinación orbital 4,28°. Emplea en completar una órbita alrededor del Sol 2067 días.